# Сон (Нидерландия)
Сон (на нидерландски: Son) е село в Южна Холандия, близо до Айндховен, административен център на община Сон он Бруге.
В района са загинали британски и полски парашутисти по време на Втората световна война в Операция „Маркет-Гардън“ през септември 1944 г.